# Chirurdzy (seria 12)
Dwunasty sezon amerykańskiego serialu medycznego Grey’s Anatomy: Chirurdzy został zamówiony 7 maja 2015 roku przez stację ABC. Premiera w Stanach Zjednoczonych nastąpiła 24 września 2015 roku. Sezon jest wyprodukowany przez ABC Studios we współpracy z Shondaland oraz The Mark Gordon Company.

## Obsada

### Główna
- Ellen Pompeo jako Meredith Grey
- Justin Chambers jako Alex Karev
- Chandra Wilson jako Miranda Bailey
- James Pickens Jr. jako Richard Webber
- Sara Ramírez jako Callie Torres
- Kevin McKidd jako Owen Hunt
- Jessica Capshaw jako Arizona Robbins
- Sarah Drew jako April Kepner
- Jesse Williams jako Jackson Avery
- Caterina Scorsone jako Amelia Shepherd
- Camilla Luddington jako Jo Wilson
- Jerrika Hinton jako Stephanie Edwards
- Kelly McCreary jako Maggie Pierce
- Jason George jako dr Benjamin Warren[2]
- Martin Henderson jako dr Nathan Riggs[3]
- Giacomo Gianniotti jako dr Andrew DeLuca[4]

### Drugoplanowa
- Debbie Allen jako dr Catherine Avery
- Joe Adler jako dr Isaac Cross
- Joe Dinicol jako dr Mitchell Spencer
- Samantha Sloyan jako dr Penelope „Penny” Blake[5]
- Wilmer Valderrama jako Kyle Diaz[6]

### Gościnnie
- Skyler Shaye jako  Katie Bryce
- Lindsay Kay Hayward
- Bill Smitrovich
- Maya Stojan
- Casey Wilson[7]
- Rita Moreno

## Odcinki
| Nr | #  | Tytuł                                  | Polski tytuł                      | Reżyseria            | Scenariusz              | Premiera (ABC)       | Premiera w Polsce (Fox Polska) | Kod    |
| --- | -- | -------------------------------------- | --------------------------------- | -------------------- | ----------------------- | -------------------- | ------------------------------ | ------ |
| 246 | 1  | Sledgehammer                           | Kowalski młot                     | Kevin McKidd         | Stacy McKee             | 24 września 2015     | 13 stycznia 2016               | #12.1  |
| Trzy miesiące po ślubie Richarda i Catherine, Meredith przeniosła się do swojego starego domu rodzinnego dostosowując się do życia z Amelią i Maggie. W szpitalu dwie piętnastoletnie dziewczynki, które zostały potrącone przez pociąg, przyznają się,ku przerażeniu i niechęci rodziców, że się kochają. Callie wstawia się za jedną z dziewczyn, co rozwściecza jej matkę. Ojcowie uczą się akceptować swoje córki takie jakie są. W tym samym czasie Arizona poszukuje nowego współlokatora, ale po tym jak dowiaduje się od Stephanie dlaczego nikt nie chce z nią zamieszkać postanawia zamieszkać ze stażystą Andrew. Bailey zostaje przedstawiona dr Tracy McConnell, która jest kandydatką Catherine na ordynatora chirurgii. Po spotkaniu Bailey jest zniechęcona i uważa, że nie ma szans, wskutek czego wycofuje się z ubiegania się o pozycję ordynatora. Jednakże Benowi udaje się ją przekonać, aby walczyła. Po wygłoszeniu swojej mowy, Bailey zostaje ogłoszona nowym ordynatorem chirurgii. April wraca po trzech miesiącach spędzonych w Jordanie i spostrzega, że Jackson wita ją bardzo chłodno. Meredith godzi się z Amelią i razem wyburzają ścianę w domu. |    |                                        |                                   |                      |                         |                      |                                |        |
| 247 | 2  | Walking Tall                           | Z podniesioną głową               | Debbie Allen         | Meg Marinis             | 1 października 2015  | 13 stycznia 2016               | #12.2  |
| Bailey odczuwa bardzo dużą presję, ponieważ jest to jej pierwszy dzień jako ordynatora i chce, aby był perfekcyjny. Jednak, jej zachowanie wydaje się zbyt ostre, gdy postanawia, że nienormalnie wysoka kobieta będzie priorytetem dla wszystkich asystentów, dając im tylko cztery godziny na przygotowanie do operacji. W tym samym czasie, April zostaje zamknięta w szczelnej odizolowanej bańce, dzień po tym jak pojawiła się u niej niezidentyfikowana wysypka. Gdy April jest zamknięta i nie może się poruszać poza jedno pomieszczenie, wszyscy przychodzą i dzieją się z nią swoimi problemami, podczas gdy ona nie może rozwiązać swoich z Jacksonem. Tymczasem podczas operacji lekarze pomyślnie zoperowali przysadkę mózgową oraz spękane kręgi pacjentki. Richard udziela Bailey dobrej rady jak być ordynatorem, co skutkuje tym, że gratuluje ona swojemu zespołowi uratowania kobiety oraz obiecuje, że będzie lepszym ordynatorem. Bailey wyznacza Meredith na ordynatora chirurgii ogólnej. |    |                                        |                                   |                      |                         |                      |                                |        |
| 248 | 3  | I Choose You                           | Wybieram Ciebie                   | Rob Corn             | William Harper          | 8 października 2015  | 20 stycznia 2016               | #12.3  |
| Jo znajduje dowód i dowiaduje się o zamrożonych embrionach Alexa i Izzie, co skłania ją do zadania pytania o ich wspólną przyszłość. Tymczasem w szpitalu Alex staje przed niezwykle trudną decyzją o dwójce nowo narodzonych bliźniąt, które potrzebują przeszczepu wątroby. Niestety tylko jeden z rodziców jest odpowiednim dawcą i nie znaleziono innych dawców spoza rodziny. Alex musi zdecydować, które dziecko (Emma czy Daniel) otrzyma nowy organ. Wybiera Emmę, ale pomimo jego najlepszych starań Daniel nie przeżył operacji. Meredith otrzymuje swój nowy kontrakt mailem, ale jej przyjaciele są zdziwieni pensją jaką będzie otrzymywać. Po dłuższym czasie znajduje odwagę i walczy o większą pensję, co od początku było zaplanowane przez Bailey jako pierwsza lekcja. Maggie dostaje zaproszenie na ślub swojego byłego chłopaka, co odprowadza ją do szału i skutkuje pocałowaniem Andrew w barze. Relacje pomiędzy April i Jacksonem dalej się pogarszają, co skutkuje wyprowadzką Jacksona z mieszkania. |    |                                        |                                   |                      |                         |                      |                                |        |
| 249 | 4  | Old Time Rock and Roll                 | Staromodny rock'n'roll            | Nicole Rubio         | Austin Guzman           | 15 października 2015 | 20 stycznia 2016               | #12.4  |
| Bardzo duża liczba starszych pacjentów zostaje przywieziona do izby przyjęć i z powodu zamieszania Meredith, Amelia i Maggie zapominają, że organizują wieczorem kolację. Arizona nawiązuje bardzo dobry kontakt z jednym ze starszych pacjentów, który inspiruje ją do dalszego poszukiwania miłości. Maggi przyznaje się Meredith, że żałuje przespania się z Andrew. Owen decyduje się na prowadzenie kursy dla stażystów o tym jak przekazywać złe wiadomości rodzinom zmarłych pacjentów, Meredith dzieli się swoimi doświadczeniami w tej kwestii. Stephanie musi pomagać w rekonwalescencji pacjenta po operacji mózgu, co przywołuje złe wspomnienia z jej dzieciństwa gdy była uczestniczką testów eksperymentalnych na niedokrwistość sierpowatokwinkową. Po całym dniu unikania siebie nawzajem Maggie i Andrew postanawiają porozmawiać o wydarzeniach poprzedniej nocy, co prowadzi ich znowu do seksu. Callie przychodzi na kolację ze swoją nową dziewczyną Penny, która się okazuje być osobą która przekazywała Meredith wiadomość o śmierci Dereka. |    |                                        |                                   |                      |                         |                      |                                |        |
| 250 | 5  | Guess Who’s Coming to Dinner           | Zgadnij kto przyjdzie na          | Debbie Allen         | Mark Driscoll           | 22 października 2015 | 27 stycznia 2016               | #12.5  |
| Meredith próbuje sobie poradzić z obecnością Penny na kolacji poprzez unikanie jej. Maggie boi się, że zakażenie układu moczowego może być jednak jaką chorobą przenoszoną drogą płciową, która zaraziła się podczas nocy z Andrew, więc przechodzi badania w szpitalu. Arizona ma problemy z zaakceptowaniem nowego związku Callie, a April unika Jackona. Gdy już wszyscy są zebrani przy stole Bailey obwieszcza, że Penny jest nowym rezydentem w szpitalu, ta wiadomość skłania Meredith do powiedzenia prawdy o Penny. Napięcie bardzo szybko rośnie i Amelia domaga się, aby usłyszeć jak Penny zabiła Dereka, co prowadzi, że wyrzuca ją z domu. Owen i Amelia nawiązują lepszy kontakt podczas rozmowy o ich nieperfekcyjnych życiach, Alex zostaje przy Meredith aby jej pomoc, a Jo i Stephanie nie są w stanie naprawić swojej przyjaźni. Gdy wszyscy już wychodzą Penny jeszcze raz przeprasza Meredith, ona zaś mówi jej, że zobaczą się w poniedziałek. |    |                                        |                                   |                      |                         |                      |                                |        |
| 251 | 6  | The Me Nobody Knows                    | Ja, którego nikt nie zna          | Jeannot Szwarc       | Karin Gist              | 5 listopada 2015     | 27 stycznia 2016               | #12.6  |
| Pierwszego dnia w szpitalu Penny dowiaduje się, że będzie uczyła się cały dzień od Meredith. Pomimo sprzeciwu Amelii Meredith postanawia, że będzie starała się uczyć Penny. Callie kłócąc się z Meredith, wytyka jej, że tyranizuje Penny a nie uczy ją. April podstępem skłania Jacksona do pomocy małemu pacjentowi z Jordanu, poprzez pominięcie najnowszych prześwietleń jego rąk. Po dłuższym namyśle Jaskson jednak zgadza się na przeprowadzenie operacji rekonstrukcyjnej. Maggie dowiaduje się więcej o Richardzie, gdy jako pacjent trafia do szpitala ich wspólny przyjaciel. Po rozmowie z Richardem, Meredith decyduje się na odsunąć na bok swoje prywatne problemy i uczyć Penny, tak jak zrobił to kiedyś Richard wobec niej. |    |                                        |                                   |                      |                         |                      |                                |        |
| 252 | 7  | Something Against You                  | Coś przeciw Tobie                 | Geary McLeod         | Andy Reaser             | 12 listopada 2015    | 3 lutego 2016                  | #12.7  |
| Meredith dalej stara się uczyć Penny, ale odpuszcza jej gdy do szpitala trafia jej starszy pacjent na przeszczep wątroby. Na czaszce znajdują duży kostniakomięsak, który wstrzymuje transplantację, dopóki Jo nie wpada na pomysł, że dawca wątroby może także być dawcą fragmentu kości czaszkowej. Bailey i Ben sprzeczają się o to, że Jackson dalej z nimi mieszka, dlatego Bailey odmawia stosunków z mężem dopóki ten nie wyrzuci przyjaciela. Maggie dowiaduje się, że Bailey zatrudniła dr Nathana Riggsa jako nowego lekarza na jej oddziale, bez konsultacji z nią, co ją bardzo rozwściecza. Owen także jest bardzo zły z tego powodu, ponieważ ma jakieś waście z nim z przeszłości. Callie wciąż próbuje porozmawiać o negowaniu obowiązku uczenia Penny przez Meredith. Jednakże Penny sama staje w swojej obronie zarówno do Meredith jak i Callie. Arizona bierze Richarda jako przyjaciela który będzie jej pomagał podrywać nowe osoby w barze. |    |                                        |                                   |                      |                         |                      |                                |        |
| 253 | 8  | Things We Lost in the Fire             | Utracone w pożarze                | Rob Corn             | Tia Napolitano          | 19 listopada 2015    | 10 lutego 2016                 | #12.8  |
| Po szpitalu zaczynają krążyć plotki o relacjach Owena i Nathana. Tymczasem do szpitala trafia dużo pacjentów z powodu pożarów lasów, włączając w to chłopaka matki Owena. Meredith i Amelia dalej się kłócą po tym, jak Amelia dowiaduje się, że Owen zwierza się Meredith a nie jej. Kłótnia narasta do momentu, aż Meredith stwierdza, że chce aby Amelia wyprowadziła się. Alex i Jo przeżywają trudne chwile, ponieważ dziewczyna czuje, że Alex wybiera Meredith zamiast niej. Sytuacja zmienia się, gdy dowiaduje się, że Meredith pomagała mu w przygotowaniach do oświadczyn. W tym samym czasie Jo i Stephanie godzą się i są znowu przyjaciółmi. po nocy spędzonej razem April i Jackson oddalają się jeszcze bardziej od siebie i muszą zmierzyć się z nieuniknionym. Arizona dalej ma problemy ze znalezieniem odpowiedniej randki, a Meredith rozmawia z matką Owena na temat Nathana i dowiaduje się, że Owen miał siostrę. |    |                                        |                                   |                      |                         |                      |                                |        |
| 254 | 9  | The Sound of Silence                   | Dźwięk ciszy                      | Denzel Washington    | Stacy McKee             | 11 lutego 2016       | 17 lutego 2016                 | #12.9  |
| Wszyscy lekarze chcą pomoc w leczeniu Meredith po tym jak zostaje brutalnie zaatakowana przez pacjenta w szpitalu, oprócz Amelii, która obwinia siebie za to, że nie odpowiedziała na jej wezwanie. Jackson musi złamać szczękę Meredith,aby móc naprawić jej obrażenia, lekarze orientują się, że ich pacjentka nie słyszy. Meredith czuje się coraz bardziej odizolowana i zła, nie słysząc i mając zamknięte i okablowane usta. Meredith dostaje ataku paniki po tym, jak jej dzieci nie chcą się z nią zobaczyć, aby jej pomóc Penny rozcina druty na szczęce, aby Meredith mogła złapać oddech i się uspokoić. Meredith, za namową Richarda, decyduje się na spotkanie z pacjentem, który ją zaatakował, aby móc zostawić całą sytuację za sobą. Amelia próbuje pogodzić się z Meredith, ta jednak nie jest jeszcze gotowa aby jej wybaczyć. Meredith wraca do domu i rozmawia z Alexem i skłania go, aby poszedł do Jo i wyznał jej miłość. |    |                                        |                                   |                      |                         |                      |                                |        |
| 255 | 10 | All I Want is You                      | Tylko Ciebie chcę                 | Kevin Sullivan       | Elisabeth R. Finch      | 18 lutego 2016       | 24 lutego 2016                 | #12.11 |
| Jako część terapii Meredith widuje się z terapeutą, gdzie dochodzi do wniosku, że znajduje się w takim okresie swojego życia, że może zrobić wszystko. Owen wyznaje Amelii, że Nathan był z jego siostrą, gdy umarła i nie może mu tego wybaczyć. Mimo że obaj pracują razem przy jednym pacjencie z eksplozji ambulansu, szybko jednak wracają do kłótni. Piętnastoletnia pacjentka z rakiem chce by Alex był jej lekarzem prowadzącym, jednak gdy nie czuje się rozczarowana zaproponowanym leczeniem zwalnia go i zwraca się do Maggie i Callie. Po rozmowie z Andrew, Richard orientuje się ze osobą z którą się umawia jest Maggie. |    |                                        |                                   |                      |                         |                      |                                |        |
| 256 | 11 | Unbreak My Heart                       | Ulecz moje serce                  | Rob Corn             | Elizabeth J.B. Klaviter | 25 lutego 2016       | 2 marca 2016                   | #12.11 |
| Gdy Jackson przynosi April dokumenty rozwodowe, ona przypomina sobie ich całą wspólną historię. Pomimo wszystkich kłótni i późniejszych stosunków, małżonkowie nie są w stanie naprawić swojego małżeństwa. Po podpisaniu dokumentów rozwodowych Arizona przychodzi do April do alkoholem, ta wyznaje jej, że jest w ciąży. |    |                                        |                                   |                      |                         |                      |                                |        |
| 257 | 12 | My Next Life                           | Moje kolejne życie                | Chandra Wilson       | William Harper          | 3 marca 2016         | 9 marca 2016                   | #12.12 |
| Meredith przypomina się pierwszy dzień jako stażysty po tym, jak do szpitala trafia jej pierwsza pacjentka z kolejnym tętniakiem. Pomimo upraszania pozostania przy tym przypadku, Amelia nie zgadza się na to. Richard zmusza Andrew to wykonywania bardzo dużej ilości rutynowych zadań, chcąc ukarać w ten sposób chłopaka za spotykanie się z Maggie. Jo mówi Alexowi, żeby trzymał pierścionek zaręczynowy w nocnej szafce. Alex orientuje się, że April jest w ciąży. |    |                                        |                                   |                      |                         |                      |                                |        |
| 258 | 13 | All Eyez on Me                         | Na świeczniku                     | Charlotte Brandstrom | Austin Guzman           | 10 marca 2016        | 16 marca 2016                  | #12.13 |
| Bailey, Callie, Meredith, Jackson oraz Jo zostają wysłani do szpitala wojskowego, aby przeprowadzić operację na pacjencie z rakiem. Jednakże na miejscu spotykają lekarza, który jest bardzo uparty i nie popiera planu leczenia zaproponowanego przez nowych lekarzy. Tymczasem do Grey Sloan Memorial trafia drużyna cheerleaderek, po wypadku na pokazie. Richard musi dać lekcję Benowi, gdy ten otwiera pacjenta na oddziale psychiatryczny za pomocą spinacza i gołymi rękami. Lekarz z wojskowego szpitala flirtuje z Meredith, a ona odwzajemnia to. |    |                                        |                                   |                      |                         |                      |                                |        |
| 259 | 14 | Odd Man Out                            | Odmieniec                         | Kevin McKidd         | Meg Marinis             | 17 marca 2016        | 23 marca 2016                  | #12.14 |
| Richard postanawia wyprowadzić cały team lekarzy z ich strefy komfortu. Amelia musi współpracować z Penny, którą ciągle obwinia za śmierć Dereka, ale Nathan pomaga jej zrozumieć, że stażystka jest bardzo dobra i ma talent do neurochirurgii. Amelia zastanawia się na uczeniem Penny. Meredith współpracuje z Jo, a ona wykorzystuje sytuację, żeby skonfrontować Meredith i porozmawiać o tym jak jest traktowana. Meredith przyznaje się, ale robi to tylko ze względu na to, że troszczy się o Alexa. Will odwiedza Meredith, żeby zaprosić ją na randkę, ponieważ ona nie odpowiada na jego telefony. Arizona i Alex próbują przekonać April, aby powiedziała Jacksonowi o ciąży. Ben musi zmierzyć się z różnicą dochodów jego i Bailey. |    |                                        |                                   |                      |                         |                      |                                |        |
| 260 | 15 | I Am Not Waiting Anymore               | Już dłużej nie czekam             | Nicole Rubio         | Mark Driscoll           | 24 marca 2016        | 30 marca 2016                  | #12.15 |
| Meredith próbuje powrócić do umawiania się na randki, ale pomimo wsparcia od przyjaciół próbuje się wycofać. Podczas potrójnej transplantacji organów u jednej pacjentki, Alex i Maggie próbują odwieźć ją od tego. Will pojawia się przed szpitalem i oferuje Meredith, że zawiezie ją do domu, co kończy się wspólną kolacją. Arizona mówi Jacksonowi, że April spodziewa się dziecka. Para kłóci się o wychowywanie dziecka razem pomimo rozwodu. Arizona zmierza się z konsekwencjami zdradzenia zaufania April. Richard próbuje porozmawiać z Jacksonem po tym, jak on podczas kłótni mówi April, żeby wychowywała dziecko sama. Wskutek tego Jackson próbuje pogodzić się z April, jednak nie udaje mu się. Owen, April i Nathan operują kobietę, której rodzice i chłopak mają sprzeczne decyzje co do leczenia dziewczyny, co prowadzi co ponownej kłótni pomiędzy lekarzami. |    |                                        |                                   |                      |                         |                      |                                |        |
| 261 | 16 | When It Hurts So Bad                   | Gdy tak bardzo boli               | Eric Laneuville      | Andy Reaser             | 31 marca 2016        | 6 kwietnia 2016                | #12.16 |
| Will spędza noc u Meredith, ale gdy ona budzi się rano dostaje załamania nerwowego i wyrzuca go. Aby pozbyć się poczucia winy zaczyna sprzątać cały dom, rekrutując przy tym Maggie oraz Amelię. Sofia trafia na izbę przyjęć ze skaleczeniem głowy, Penny została przydzielona do jej leczenia. Callie panikuje z powodu tego, że Sofia tak szybko poznaje Penny i wypiera swój dyskomfort na Arizonę. Bailey uspokaja Callie i rozmawiają o odpowiednim czasie zapoznania dziecka z nowym partnerem. Callie zaprasza Penny na lody z nią i Sofią. Po tym jak Andrew zaczyna ignorować Maggie, konfrontuje sytuację z nim i postanawia zakończyć ich relację. Amelia porzuca Owena po tym jak zastaje go całkowicie pijanego w przyczepie, wiedząc że on potrzebuje jego wsparcia w pozostaniu trzeźwą. Catherine rozmawia z April o ciąży i znajduje wystarczające dowody nadużyć aby walczyć o prawa rodzicielskie nad dzieckiem. Will pojawia się u Meredith, ona wyjaśnia mu, że jest on pierwszym mężczyzną od śmiercie Dereka i dlatego spanikowała. Will zgadza się odpuścić na jakiś czas i poczekać, ponieważ uważa, że jest ona osobą, na którą warto jest poczekać.     |    |                                        |                                   |                      |                         |                      |                                |        |
| 262 | 17 | I Wear the Face                        | Dobra mina do złej gry            | Chandra Wilson       | Karin Gist              | 7 kwietnia 2016      | 13 kwietnia 2016               | #12.17 |
| Rezydenci biorą udział w konkursie o nagrodę Preminger'a, o którą walczą między sobą. Penny także złożyła swoją aplikację, nie mówiąc tego nikomu. Uwięziona w korku Meredith znajduje się w środku kłótni pomiędzy Owenem i Nathanem, gdy Owen dowiaduje się, że to Nathan kupił drink Amelii. Arizona i April próbują pomóc czternastoletniej dziewczynie ukryć ciążę przed matką do momentu, gdy dziewczyna potrzebuje operacji ratującej jej życie. Richard i Catherine kłócą się po tym jak Richard dowiaduje się, że żona chce aby Jackson wykorzystał zdobyte informacje, żeby walczyć o prawa rodzicielskie w sądzie. April przypadkowo usłyszała kłótnię i doszła do wniosku, że Jackson o wszystkim wie. April postanawia złożyć wniosek o zakaz zbliżania się Jacksona do niej. Gdy on otrzymuje nakaz przez kuriera, ona wchodzi do mieszkania i znajduje łóżeczko z liścikiem, w którym Jackson napisał, że pozwala jej zdecydować jak wychować dziecko. Penny zostaje ogłoszona zwycięzcą konkursu, co szokuje Callie i denerwuje Stehpanie, która myślała, że poprze ją Amelia.                                                                                      |    |                                        |                                   |                      |                         |                      |                                |        |
| 263 | 18 | There's a Fine, Fine Line              | Bliski związek                    | Jeannot Szwarc       | Jen Klein               | 14 kwietnia 2016     | 20 kwietnia 2016               | #12.18 |
| Ben znajduje się w trudnej sytuacji, gdy w szpitalu ogłaszany jest kod powodujący izolację placówki. Ze wszystkimi drzwiami zamkniętymi i niedziałającymi windami, Ben i Andrew muszą wykonać cesarskie cięcie na pacjentce na korytarzu. Bailey próbuje dowiedzieć się od każdej osoby zaangażowanej w leczenie pacjentki informacji, aby wymyślić odpowiednią karę. Gdy matka i dziecko umierają, Bailey jest w trudnej sytuacji, jako jednocześnie żona i szefowa Ben, jaką karę powinien otrzymać. Bailey prosi Recharda, aby on wymierzył karę Benowi, jednakże w zamian słyszy, że to jej odpowiedzialności i musi temu podołać. Ben upiera się, że nie miał wyjścia i musiał przeprowadzić zabieg na korytarzu, w tej sytuacji Bailey ogląda nagrania z kamer ochrony, na których widać otwierające się drzwi windy na chwilę przez tym jak Ben wykonuje pierwsze cięcie. |    |                                        |                                   |                      |                         |                      |                                |        |
| 264 | 19 | It's Alright, Ma (I'm Only Bleeding)   | Jest dobrze, mamo (Tylko krwawię) | Chris Hayden         | Austin Guzman           | 14 kwietnia 2016     | 27 kwietnia 2016               | #12.19 |
| Po wybuchu Bena o to, że Bailey nie trzyma jego strony, powołuje ona panel doradczy, który ma za zadanie przeanalizować fakty i ułatwić jej podjęcie sprawiedliwej decyzji. Jacksona i April łączy wspólny pacjent, jednakże kontynuują oni kłótnię na temat praw rodzicielskich. April panikuje, ponieważ myśli, że coś jest nie tak z dzieckiem, ale Arizona upewnia ją, że wszystko jest w porządku. Callie i Penny rozmawiają o tym jak mogą uratować swój związek, podczas gdy Penny wyjeżdża na roczny staż do Nowego Jorku. Sytuacja Bena pogarsza się, gdy serce ojca dzieci przestaje bić, Bailey resuscytuje go, pomimo że jego matka podpisała DNAR. Konflikt pomiędzy Owenem i Nathanem wydłuża podjęcie decyzji przez panel doradczy. Jednakże ostatecznie podejmują oni decyzję, że Ben jest niewinny jakiegokolwiek wykroczenia. Bailey, która nie jest usatysfakcjonowana tą decyzją, wyznacza mu 6 miesięczną karę zawieszenia w obowiązkach. Arizona udaje się do prawnika i zastanawia się nad pozwem w sprawie jej praw rodzicielskich po tym, jak Callie oświadcza jej, że wyjeżdża na rok do Nowego Jorku razem z Sofią i Penny.                              |    |                                        |                                   |                      |                         |                      |                                |        |
| 265 | 20 | Trigger Happy                          | Impulsywność                      | Zetna Fuentes        | Zoanne Clack            | 21 kwietnia 2016     | 4 maja 2016                    | #12.20 |
| Lekarze próbują uratować życie postrzelonego przypadkiem chłopca. Tymczasem Arizona gniewa się na Callie, która bez porozumienia z nią stara się podjąć ważną decyzję dotyczącą przyszłości Sophie. |    |                                        |                                   |                      |                         |                      |                                |        |
| 266 | 21 | You're Gonna Need Someone on Your Side | Wsparcie                          | Debbie Allen         | Lauren Barnett          | 28 kwietnia 2016     | 11 maja 2016                   | #12.21 |
| Związek Stephanie i Kyle'a napotyka na przeszkody. Meredith zachęca Amelię i Owen, by stali się prawdziwą parą. Arizona i Callie są ze sobą skłócone, co stawia ich przyjaciół w niewygodnej sytuacji. |    |                                        |                                   |                      |                         |                      |                                |        |
| 267 | 22 | Mama Tried                             | Mama próbowała                    | Kevin McKidd         | Tia Napolitano          | 5 maja 2016          | 18 maja 2016                   | #12.22 |
| Callie i Arizona nie mogą dojść do porozumienia w kwestii przyszłości ich córki. Stephanie stawia pod znakiem zapytania swój związek z Kyle’em. Tymczasem Alex i April zajmują się ciężarną nastolatką. |    |                                        |                                   |                      |                         |                      |                                |        |
| 268 | 23 | At Last                                | W końcu                           | Rob Corn             | Stacy McKee             | 12 maja 2016         | 25 maja 2016                   | #12.23 |
| Owen i Amelia postanawiają wykonać kolejny krok w swoim związku. Alex zyskuje pewna jasność w kwestii swojej przyszłości z Jo. Callie i Arizona nadal zmagają się z ustaleniem zasad opieki nad córką. |    |                                        |                                   |                      |                         |                      |                                |        |
| 269 | 24 | Family Affair                          | Rodzinna sprawa (Rodzinna sprawa) | Debbie Allen         | William Harper          | 19 maja 2016         | 1 czerwca 2016                 | #12.24 |
| Meredith i Maggie wspierają Amelię podczas ważnego dla niej dnia. Arizona i Callie muszą poradzić sobie z konsekwencjami swoich ustaleń w sprawie opieki nad córką. Ben pomaga przyjacielowi. |    |                                        |                                   |                      |                         |                      |                                |        |